# Wsiewołod Sofinski
Wsiewołod Nikołajewicz Sofinski (ros. Всеволод Николаевич Софинский, ur. 1924, zm. 2008) – radziecki dyplomata.
Członek WKP(b), uczestnik II wojny światowej, w 1951 ukończył Moskiewski Państwowy Instytut Stosunków Międzynarodowych, a 1957 Akademię Nauk Społecznych przy KC KPZR. Pracował w Państwowym Komitecie ds. Kontaktów Kulturalnych z Zagranicą przy Radzie Ministrów ZSRR i w Wydziale Międzynarodowym KC KPZR, a od 1963 w centralnym aparacie Ministerstwa Spraw Zagranicznych ZSRR i przedstawicielstw ZSRR za granicą, 1973-1978 kierownik Wydziału Prasy MSZ ZSRR. Od 27 stycznia 1979 do 28 marca 1984 ambasador nadzwyczajny i pełnomocny ZSRR w Nowej Zelandii, a od 19 maja 1988 do 1991 w Burundi.